# Тихое (Приморский край)
Ти́хое — посёлок в Надеждинском районе Приморского края, входит в состав Раздольненского сельского поселения.

## География
Посёлок находится в центральной части района, на берегу реки Первая Речка, на расстоянии 34 км от села Вольно-Надеждинское, административного центра района, и 70 км от города Владивосток, административного центра края. Абсолютная высота — 59 м над уровнем моря.

## История
До 1972 года посёлок носил китайское название Удугоу. В 2002—2011 годах носил название Тихий.

## Население
| 2002 | 2004 | 2005 | 2008 | 2010 |
| ---- | ---- | ---- | ---- | ---- |
| 411  | ↗416 | →416 | ↘393 | ↘376 |

## Улицы
В селе имеются две улицы: Нагорная и Таёжная.

## Транспорт
Через посёлок проходит федеральная трасса А189 Раздольное — Хасан и железнодорожная ветка Барановский — Хасан.